# Jurinea berardioides
Jurinea berardioides là một loài thực vật có hoa trong họ Cúc. Loài này được (Boiss.) Hoffman mô tả khoa học đầu tiên năm 1893.